# Granitfelsen-Felsenmeer Steingeröll
Das Granitfelsen-Felsenmeer, auch Steingeröll genannt, ist ein flächenhaftes geologisches Naturdenkmal in der Gemeinde Groß-Bieberau, Gemarkung Rodau, im Landkreis Darmstadt-Dieburg, Südhessen.

## Lage
Das „Granitfelsen-Felsenmeer“ liegt im Naturraum Vorderer Odenwald, Unteres Modautal (Mühltal). Das Naturdenkmal befindet sich südwestlich von Lichtenberg im Fischbachtal und südlich von Rodau am Nordhang des Berges Altscheuer auf dem sich auch die Heuneburg befindet. Es umfasst eine Fläche von etwa 18,17 Hektar.

## Beschreibung
Das Felsenmeer wurde bereits vor 1932 als Naturdenkmal geführt und ist durch Verordnung vom 27. Mai 1959 als geologisches Naturdenkmal geschützt. Es besteht aus zwei Granit-Blockströmen, die sich auf etwa 400 m Länge und 100 m Breite den Hang hinabziehen. Oft haben sich große Felsblöcke übereinander geschoben und bilden bizarre Formen. Der Granit wird dem Leukogabbrodiorit und Tonalit zugeordnet. Die Felsen sind mit verschiedenen Moosen (u. a. Gabelzahnmoose) bewachsen.
Das Felsenmeer liegt in einem dichten Laubmischwald, von dem etwa 3,5 ha nicht forstwirtschaftlich genutzt werden und als Kernfläche für den Naturschutz ausgewiesen sind. Zahlreiche alte oder umgestürzte Bäume bieten Lebensraum für höhlenbrütende Vögel und bedrohte holzbewohnende Insektenarten.
Der Wald auf der Altscheuer ist seit 2008 ein Teil des Natura2000-Schutzgebiets „Buchenwälder des Vorderen Odenwaldes“ (FFH-Gebiet 6218-302).

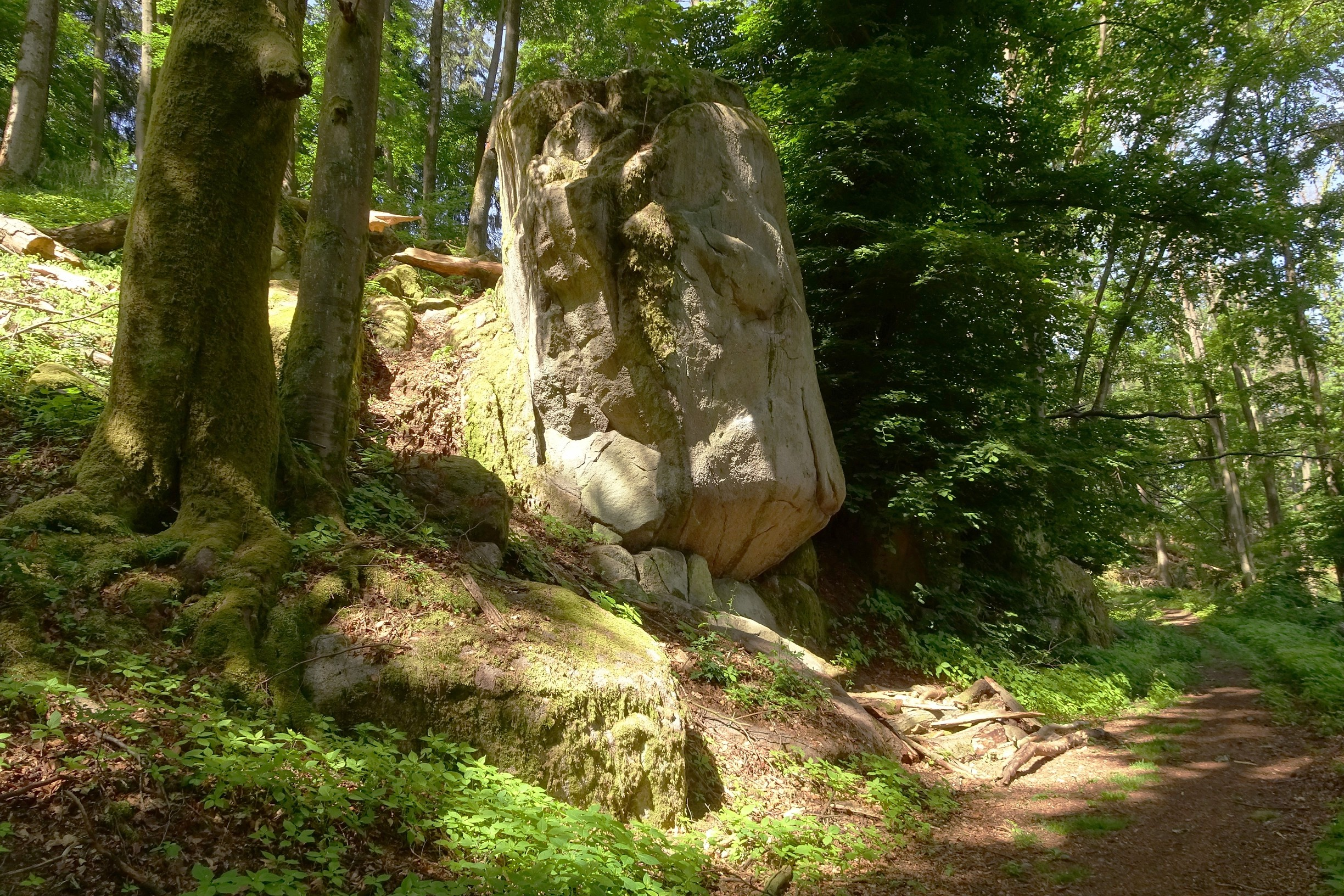
Hoher Fels im Granitfelsen-Felsenmeer (2020)
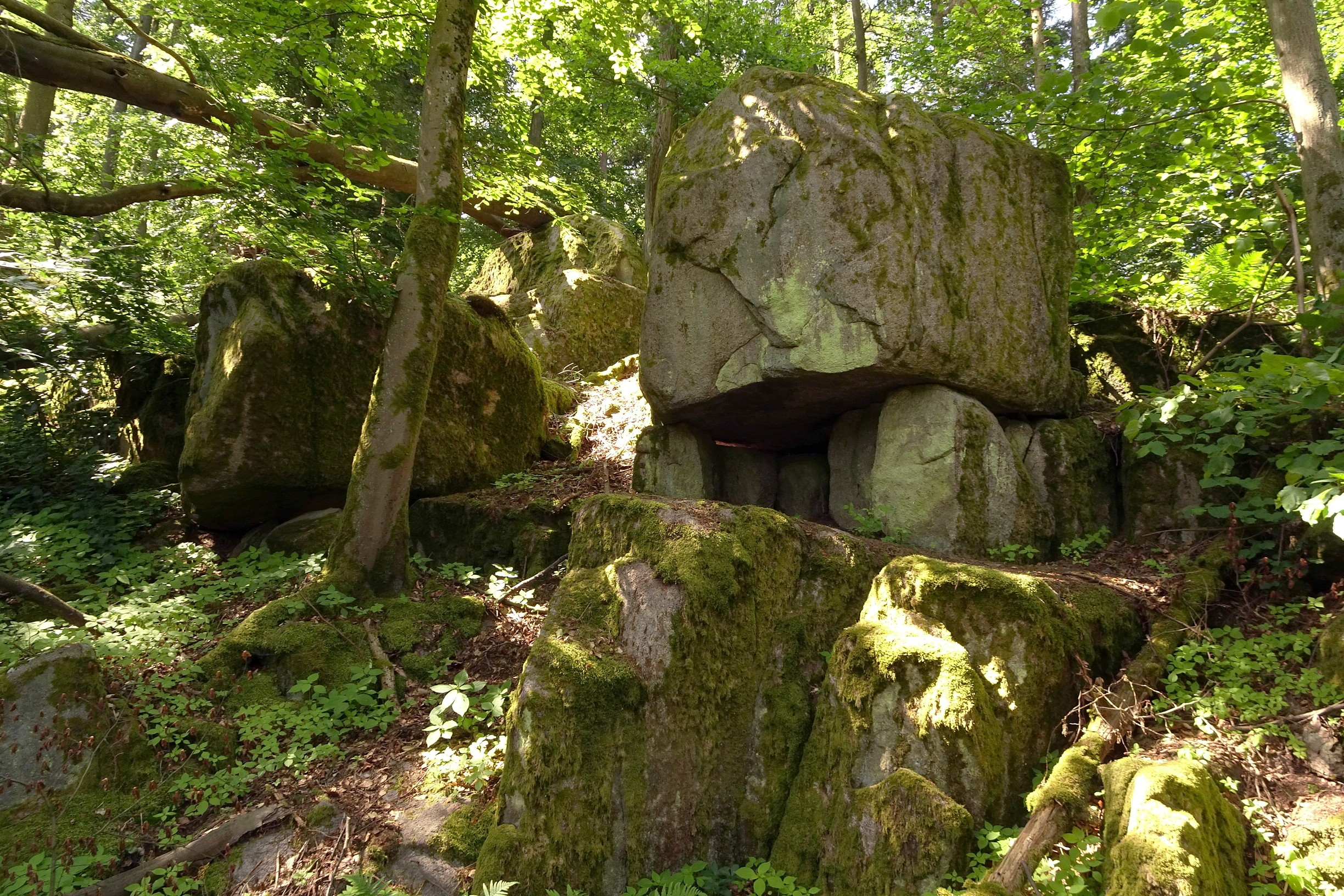
Felsformation (2020)
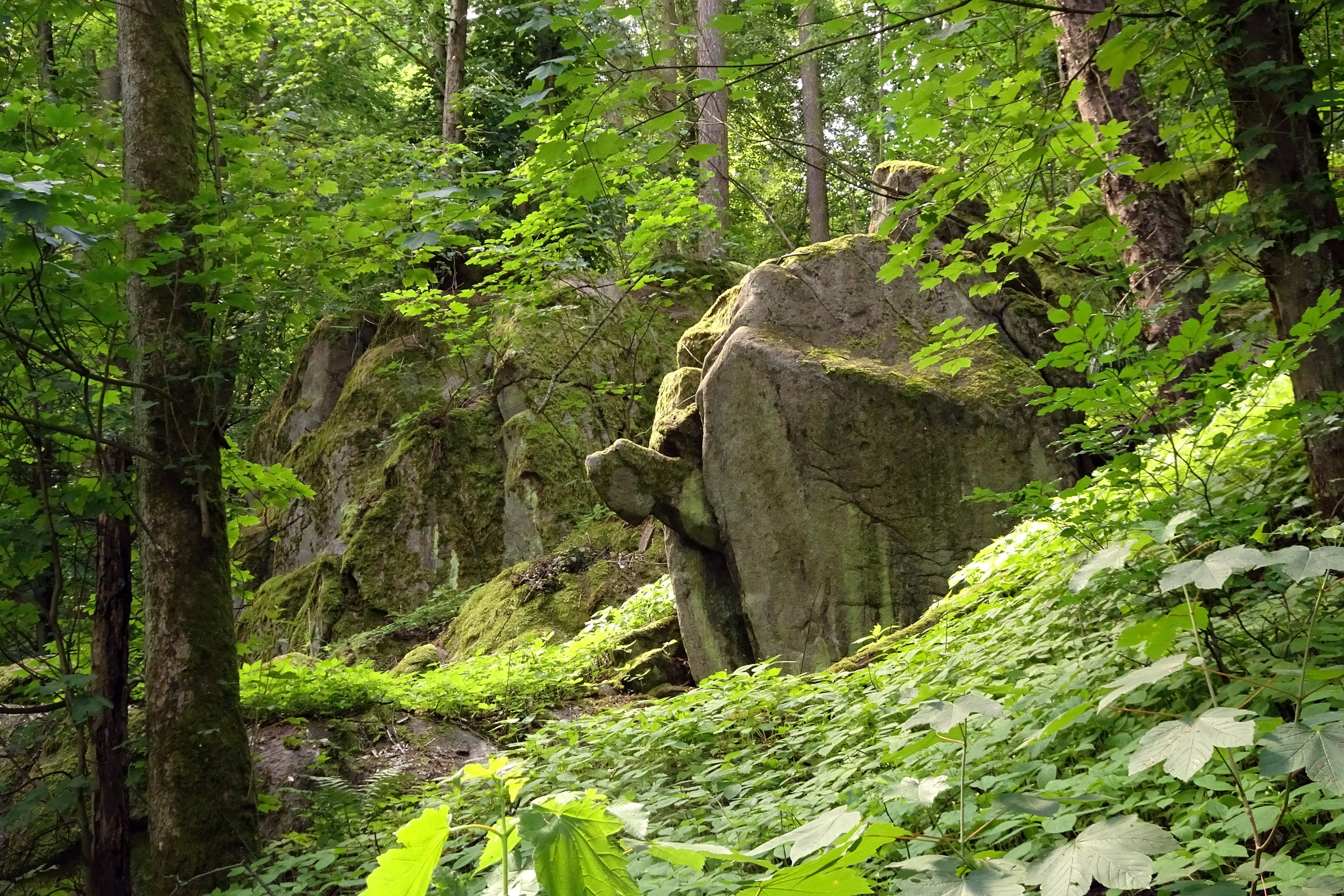
Bizarr geformter Fels (2020)
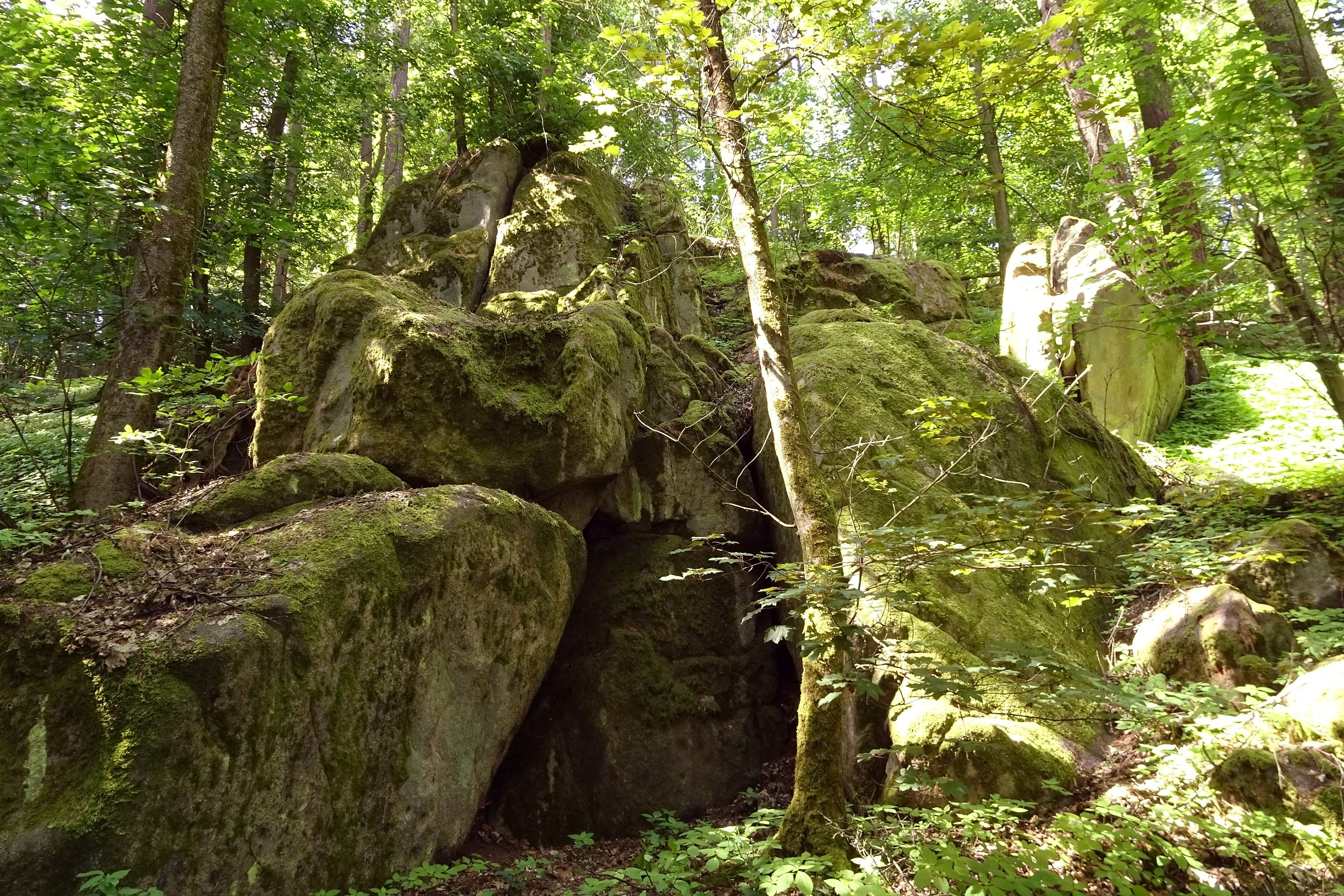
Felsengruppe (2020)

## Tourismus
Das Naturdenkmal kann auf einem Rundwanderweg von Lichtenberg aus besucht werden. Auf dem Plateau der Altscheuer liegen die Reste der Wallanlage Heuneburg.